# 1505
- Wikisource

| Calendário gregoriano                                                        | 1505 MDV                                              |
| Ab urbe condita                                                              | 2258                                                  |
| Calendário arménio                                                           | 954 – 955                                             |
| Calendário bahá'í                                                            | -339 – -338                                           |
| Calendário budista                                                           | 2049                                                  |
| Calendário chinês                                                            | 4201 – 4202 Início a 5 de fevereiro (aproximadamente) |
| Calendário copta                                                             | 1221 – 1222                                           |
| Calendário etíope                                                            | 1497 – 1498                                           |
| Calendários hindus - Vikram Samvat - Calendário nacional indiano - Cáli Iuga | 1560 – 1561 1426 – 1427 4605 – 4606                   |
| Calendário Holoceno                                                          | 11505                                                 |
| Calendário islâmico                                                          | 911 – 912                                             |
| Calendário judaico                                                           | 5265 – 5266                                           |
| Calendário persa                                                             | 883 – 884                                             |
| Calendário rúnico                                                            | 1755                                                  |
| Calendário solar tailandês                                                   | 2048                                                  |

1505 (MDV, na numeração romana) foi um ano comum do século XVI do Calendário Juliano, da Era de Cristo, e a sua letra dominical foi E (52 semanas), teve início a uma quarta-feira, terminou também a uma quarta-feira.
| Ano completo                        |
| ----------------------------------- |
| Ano comum com início à quarta-feira |

## Eventos
- 7 de Fevereiro — Emitida a carta de poderes de D. Francisco de Almeida.
- 11 de Fevereiro — Composição da Câmara Municipal do Funchal.
- 25 de Março — Partida de Lisboa com destino à Índia de uma armada composta por 16 naus e 4 caravelas comandada por D. Francisco de Almeida.
- 24 de Abril, Américo Vespúcio recebe a nacionalidade espanhola dada pela rainha Joana I.
- 18 de Maio — Sai de Lisboa uma armada comandada por Pêro de Anaia, com o encargo de estabelecer uma feitoria em Sofala.
- 2 de Julho — Aparição da Virgem Maria a um pastor espanhol, evento que deu origem à adoração mariana da Virgem do Caminho.
- 4 de Julho — Pela bula Sedes Apostolica o papa Júlio II autoriza o livre comércio com os infiéis.
- 19 de outubro — Fernando, o Católico casa com Germana de Foix em Blois.
- São descobertas pelos portugueses as Ilhas Maurícias.
- Edificação da Capela de Santa Catarina[desambiguação necessária] na Calheta, sob direcção de Rodrigo Enes.
- Morte de Frei Pedro da Guarda no Convento de São Bernardino.
- Francisco de Almeida torna-se no primeiro vice-rei da Índia
- Português sob Dom Lourenço de Almeida chega a Colombo, Sri Lanka e envia emissários ao rei de Cota.

## Mortes
- Frei Pedro da Guarda no Convento de São Bernardino (Madeira).